# Linda
Linda je žensko osebno ime.

## Izvor imena
Ime Linda je po izvoru germansko ime, in sicer skrajšana oblika iz imen, ki se končujejo na -lind(e). Taka nemška imena med drugimi so: Adelinde, Berlinde, Dietlinde itd.

## Različice imena
Belinda, Linde, Lindica, Grelinda

## Tujejezikovne oblike imena
Belinda, Linda

## Pogostost imena
Po podatkih Statističnega urada Republike Slovenije je bilo na dan 31. decembra 2007 v Sloveniji število ženskih oseb z imenom Linda: 134.

## Osebni praznik
V koledarju je ime Linda zapisano 22. januarja (Teodolinda (Dietelinde), kraljica Langobardov, † 22. jan. 628)  